# Voyelle mi-fermée postérieure arrondie
La voyelle mi-fermée (ou moyenne supérieure) postérieure arrondie est une voyelle utilisée dans certaines langues. Son symbole dans l'alphabet phonétique international est [o], et son équivalent en symbole X-SAMPA est o.

## Caractéristiques
- Son degré d'aperture est mi-fermé, ce qui signifie que la langue est positionnée aux deux-tiers du chemin entre une voyelle haute et une voyelle moyenne.
- Son point d'articulation est postérieur, ce qui signifie que la langue est placée aussi loin que possible à l'arrière de la bouche.
- Son caractère de rondeur est arrondi, ce qui signifie que les lèvres sont arrondies.

## Langues
- Allemand : Kohl [koːl] « chou »
- Espagnol[1] : todo [ˈt̪o̞ð̞o̞] « tout »
- Français[2] : réseau [ʀe̝zo̝]
- Japonais[1] : 面白い [o̞mo̞ɕiɺo̞↓i] « amusant, intéressant »
- Néerlandais : kool [koːl] « chou »
- Suédois : åka [ˈoːkʲa] « aller »
- Vietnamien : tô [tō], « bol de soupe »